# Epidendrum parviexasperatum
Epidendrum parviexasperatum là một loài thực vật có hoa trong họ Lan. Loài này được (Hágsater) Hágsater mô tả khoa học đầu tiên năm 2005.